# Калко-алкална магматска серија
Калко-алкална магматска серија је, поред толеитске, једна од две главне серије магматских стена. Магматска серија је серија магми различитог састава, која објашњава еволуцију мафичних магми, са високим садржајем магнезијума и гвожђа и кристалише у базалт или габро, а која фракционом кристализацијом може произвести фелзичну (киселу) магму, која има мали садржај магнезијума и гвожђа, а из ње кристалишу риолит и гранит. Калко-алкалне стене су богате алкалним земљама (магнезијум- и калцијум-оксид) и алкалним металима, који изграђују највећи део континенталне коре.
Из калко-алкалних магми могу кристалисати различите стене - вулканске, као што су базалт, андезит, дацит, риолит, као и њихови зрнасти интрузивни еквиваленти - габро, диорит, гранодиорит и гранит. Ова магматска серија не обухвата стене незасићене силицијумом, алкалне или пералкалне стене.

## Геохемијска карактеризација
Стене из калко-алкалне магматске серије се разликују од стена толеитске магматске серије по редокс потенцијалу магме из које су кристалисале - толеитске магме су редуковане, док су калко-алкалне магме оксидоване. Када мафична (базалтна) магма кристалише, тада у њој обично кристалишу форме силикатних минерала оливина и пироксена који су богатили магнезијумом, а имају мањи садржај гвожђа. То узрокује повећање садржаја гвожђа у толеитским магмама, пошто је растоп осиромашен кристалима са малим садржајем гвожђа (оливин богат магнезијумом кристалише на много већим температурама него оливин богатији гвожђем). Ипак, калко-алкална магма је довољно оксидована да може (у исто време) из ње може да кристалише магнетит (оксид гвожђа), што узрокује да је садржај гвожђа у магми стабилнији са хлађењем, него што је то случај код толеитске магме.

## Геолошки контекст
Калко-алкалне стене се обично налазе у луковима изнад субдукционих зона, најчешће у вулканским луковима, а посебно у оним на/у континенталној кори.

## Петрогенеза
Стене ове серије се сматрају генетски везаним за фракциону кристализацију магми базалтног или андезитског састава, формираним у омотачу. Могући састави ових магми могу бити описани различитим процесима. Најчешће се објашњавају садржај воде и степен оксидације магме. Предложени механизми формирања ових магми везани су за парцијално стапање субдукованог материјала и перидотита омотача, који је измењен водом и растопима који потичу од субдукованог материјала. Механизми којима калко-алкална магма касније еволуира могу бити везани за фракциону кристализацију, асимилацију континенталне коре и мешање са парцијалним растопима континенталне коре.